# Enfield (Irlanda)
Enfield, conosciuta anche come Innfield (in irlandese: An Bóthar Buí che significa "la strada gialla"), è una cittadina nella contea di Meath, in Irlanda.